# PGC 1029662
LEDA/PGC 1029662 ist eine Galaxie im Sternbild Waldfisch südlich der Ekliptik, die schätzungsweise 258 Millionen Lichtjahre von der Milchstraße entfernt ist. Im selben Himmelsareal befinden sich u. a. die Galaxien NGC 345, NGC 347, NGC 349, NGC 350.